# Parkesburg
Parkesburg település az Amerikai Egyesült Államok Pennsylvania államában, Chester megyében. Lakosainak száma 3862 fő (2020. április 1.).

## Népesség
A település népességének változása:

| 2010 | 3 593 |
| 2020 | 3 862 |